# 波利纳

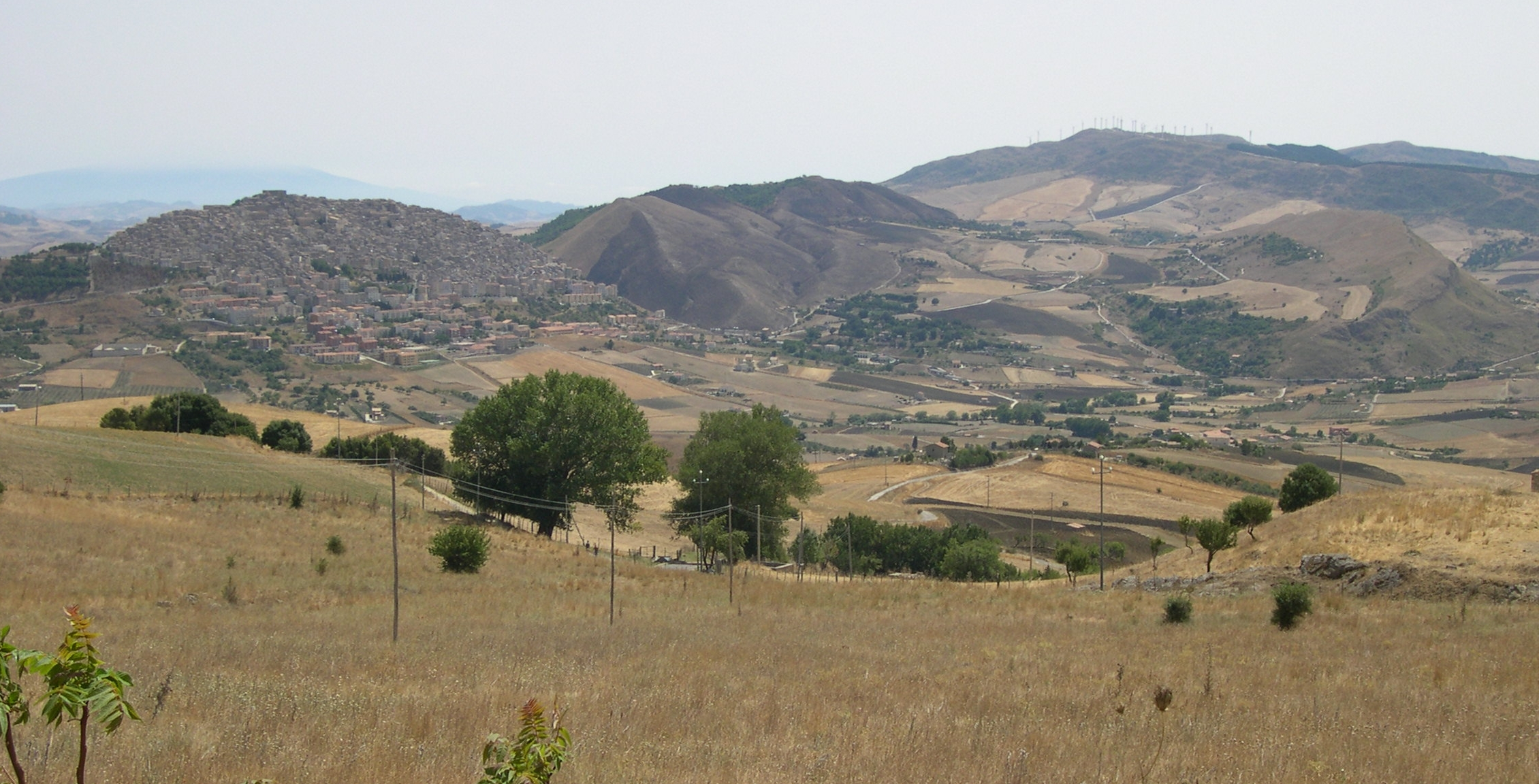
波利纳

波利纳（義大利語：Pollina）是意大利西西里大区巴勒莫廣域市的市镇，位于巴勒莫东边70公里处。市镇面积为49.9平方公里，2004年人口数量为3,102人。
波利纳与下列市镇接壤：卡斯特尔博诺、切法卢、圣毛罗-卡斯泰尔韦代。